# Kodeks z Rohońca

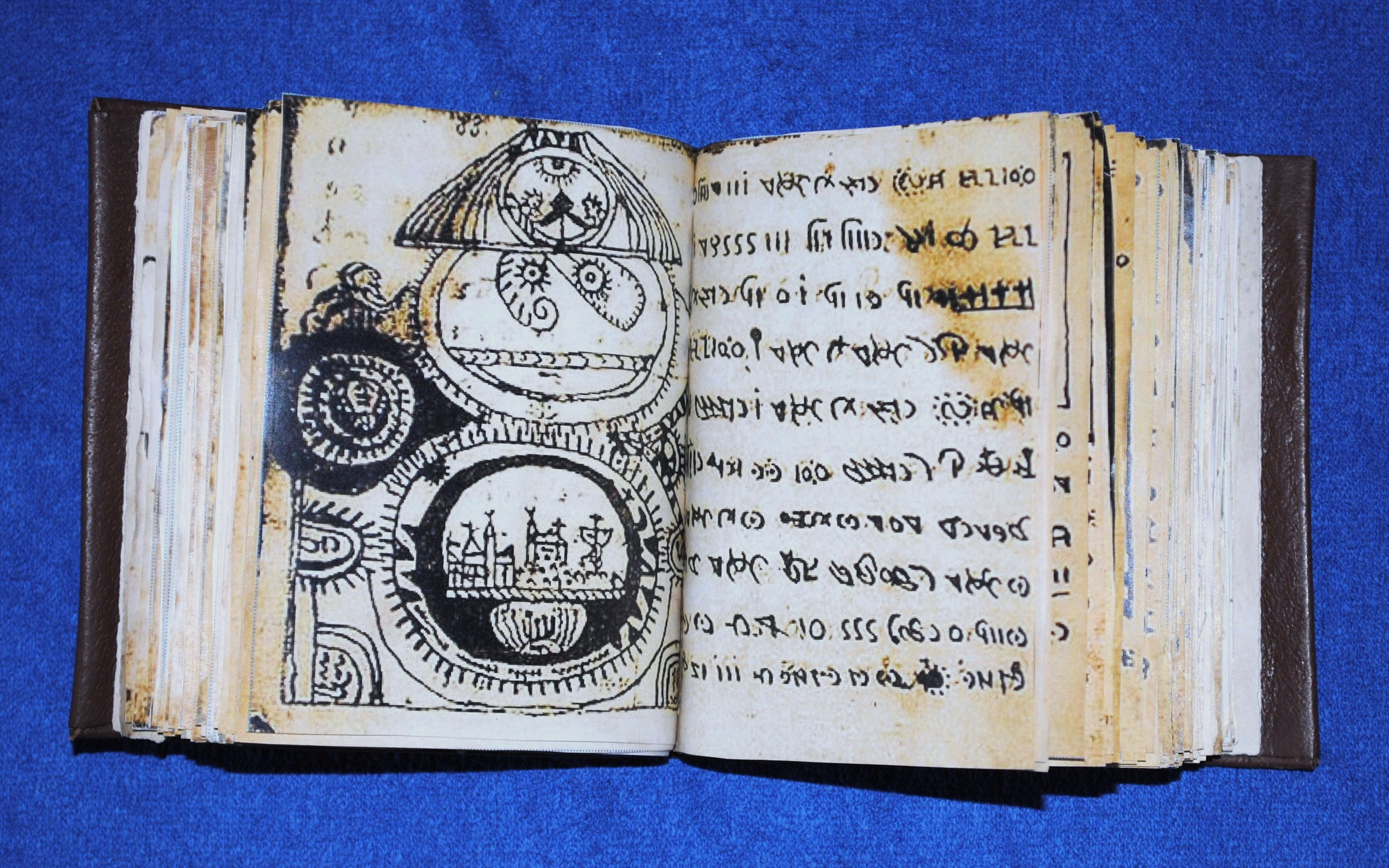
Kopia kodeksu z Rohońca

Kodeks z Rohońca – ilustrowany rękopis liczący 448 stron, o nieznanej treści i zapisany w nieznanym języku.
Kodeks, wypełniony pismem w nieznanym języku, jest bogato ilustrowany 87 rycinami przypominającymi miejscami sceny biblijne, ale także symbolami krzyża, półksiężyca, Słońca i swastyki. Tekst spisano w nieznanym języku, posługując się 792 różnymi znakami, zapisywanymi najprawdopodobniej od prawej do lewej. Początkowo przypuszczano, że kodeks został zapisany w języku starowęgierskim, co wynikało z pobieżnego podobieństwa znaków, w późniejszym okresie wskazywano, że jest to sztuczny język.
Dzięki obecności na papierze znaku wodnego, pochodzenie papieru datowano na lata 1529–1540, a jako miejsce jego wytworzenia wskazano Wenecję. Przez część badaczy kodeks określany jest jako mistyfikacja węgierskiego antykwariusza Sámuela Literátiego Nemesa z początku XIX wieku. Rumuni w okresie rządów Nicolae Ceaușescu ogłosili, że kodeks został spisany w języku dackim.
Kodeks pochodzi ze zbiorów hrabiów Batthyány z Rohońca w Austrii, którzy nabyli go w 1743 r. Od 1838 r. znajduje się w zbiorach Węgierskiej Akademii Nauk, został zaklasyfikowany jako modlitewnik.